# Clytie delunaris
Clytie delunaris là một loài bướm đêm trong họ Erebidae.